# Comodo Internet Security
Comodo Internet Security è una suite di sicurezza disponibile sia in versione gratuita che per uso commerciale sviluppato dal gruppo Comodo.
Nascendo come firewall personale gratuito (previa una registrazione gratuita che forniva un codice di sblocco), Comodo Firewall si presentava con un'interfaccia non immediata per novizi ed una logica piuttosto diversa dai classici firewall, tra cui si ricorda:
- i due nodi comunicanti non vengono visti come computer locale (il proprio PC) e remoto (il PC a cui ci si collega/il quale si collega) ma come sorgente (l'emittente dei dati) e destinazione (il ricevente);
- la possibilità di definire regole ad un livello superiore rispetto a quelle per le applicazioni. Se una qualsiasi regola per un programma andava in conflitto con una globale, quest'ultima impediva il funzionamento della prima. La logica di queste regole globali assomiglia vagamente al comportamento di un router hardware.

La versione 3 vede un restyling decisivo rispetto alle precedenti, oltre ad una sostanziale revisione per quanto riguarda la disposizione delle funzioni e l'introduzione di un modulo HIPS più potente, ma decisamente invasivo. Altre caratteristiche nuove sono la possibilità di definire regole predefinite per le applicazioni, set di porte, ed è stata reintrodotta la caratteristica (rimossa per motivi ignoti da una delle ultime versioni 2.x.xx.xxx) di poter terminare le singole connessioni per ogni applicazione. Le prime edizioni della versione 3 includevano uno scanner basilare basato sull'engine e sulle definizioni di Comodo Antivirus (Defense+>Common Tasks>Scan My System).
Dal 23 ottobre 2008 quest'ultima funzione è stata rimossa perché la ditta ha iniziato lo sviluppo di un unico pacchetto chiamato Comodo Internet Security (spesso abbreviata con CIS) che presenta al suo interno il firewall affiancato a Comodo Anti-Viruspyware (CAVS), che integra la tecnologia "A-VSMART" contro gli attacchi malware. Al momento dell'installazione è possibile installare antivirus, firewall, o entrambi. È disponibile anche una versione a pagamento denominata Comodo Internet Security Pro con alcune funzioni aggiuntive.
Nel dicembre 2008 Comodo Internet Security, nei test firewall, risultava al primo posto insieme a Outpost Firewall Pro 2009 e OnlineArmor Free.
Dal 13 maggio 2009 è disponibile anche in lingua italiana. L'azienda ha creato un forum di discussione in cui la community degli utenti delle varie versioni linguistiche discutono le modifiche e i miglioramenti da apportare alla traduzione della GUI del programma.
Dal 3 marzo 2010 è disponibile la versione 4, con una nuova veste grafica e con la Sandbox integrata nel Defense+.
Dall'11 novembre 2010 è disponibile la versione 5, con una veste grafica nuovamente migliorata (per la prima volta ci sono dei temi fra cui scegliere), un motore antivirus, antispyware e antirootkit potenziati anche grazie alla tecnologia cloud (con la quale il software, in presenza di connessione attiva, comunica con i server dell'azienda per intercettare nuove minacce). Una novità per il firewall riguarda il pieno supporto al protocollo IPv6. La versione 5 inoltre è stata premiata dal gruppo di ricercatori Matousec come la migliore suite antivirus esistente, con il 100 per cento delle minacce sventate. L'interfaccia è cambiata ulteriormente dalla versione 5.8, nell'installazione della quale è stato integrato anche Comodo Dragon, una versione di Chromium sviluppata dal gruppo Comodo.